# 鯖江市鳥羽小学校
鯖江市鳥羽小学校（さばえし とばしょうがっこう)は、 福井県鯖江市にある市立小学校。

## 沿革
- 1977年6月 - 県下最大のマンモス校を適正規模にするため、「鯖江市神明北小学校（仮称）」新築期成同盟会が発足。
- 1978年7月 - 校舎建設候補地を鳥羽中岡野（天神）地区と決定。
- 1979年12月 - 起工式。
- 1980年
  - 1月 - 学校名を「鯖江市鳥羽小学校」と決定
  - 4月 - 「鯖江市鳥羽小学校」開校（校舎建設中は神明小学校にて授業）。

## 著名な出身者
- 笠島尚樹（プロ野球選手）
- 天谷宗一郎 (元プロ野球選手 広島カープ)